# Автошлях О 020402
Автошля́х О 020402 — автомобільний шлях довжиною 18.5 км, обласна дорога місцевого значення в Вінницькій області. Пролягає по Гайсинському району від міста Гайсин до села Шура-Бондурівська.